# Journey to Shiloh
Journey to Shiloh (bra: Seis Não Regressaram) é um filme estadunidense de 1968, dos gêneros drama, faroeste e guerra, dirigido por William Hale, roteirizado por Gene L. Coon, baseado no romance Fields of Honor, de Henry Wilson Allen.

## Sinopse
Guerra civil, Texas, sete jovens embarcam em uma jornada, decididos a lutar pela causa confederada, seu destino Shiloh, a mais violenta das batalhas.

## Elenco
- James Caan ....... Buck Burnett
- Michael Sarrazin ....... Miller Nalls
- Brenda Scott ....... Gabrielle DuPrey
- Don Stroud....... Todo McLean
- Paul Petersen ....... J.C. Sutton
- Michael Burns ....... Eubie Bell
- Jan-Michael Vincent ....... Little Bit Lucket
- Harrison Ford ....... Willie Bill Bearden
- John Doucette ....... Gen. Braxton Bragg
- Noah Beery Jr. ....... Sargento Mercer Barnes
- Tisha Sterling ....... Airybelle Sumner
- James Gammon ....... Tellis Yeager
- Brian Avery ....... Carter Claiborne
- Clarke Gordon ....... Coronel Mirabeau Cooney
- Robert Pine ....... Collins